# Foxboro (Ontario)
Foxboro is een dorp gelegen in het zuiden van de Canadese provincie Ontario, 10 km ten noorden van het centrum van  Belleville. Het ligt net ten oosten van  Highway 62 die Belleville verbindt met  Bancroft, en het heeft ook directe verbindingen via de weg van en naar  Frankford,  Stirling en  Plainfield via Mudcat Road. De Moira loopt net ten oosten van de gemeenschap. Het dorp Foxboro is administratief een deel van de stad Belleville.

## Geografie en informatie
Het gebied rond Foxboro bestaat uit heuvels, landerijen en bossen in de vallei en heuvelachtige gebieden. De belangrijkste industrie tot het midden van de 20e eeuw omvatte landbouw, bedrijven en andere industrieën, zoals kaasmaken. Het centrum heeft een paar winkels op Ashley Street (voorheen Main Street), waar voorheen Highways 14 en 62 passeerden, en op North Main Street en Old Madoc Road. Het dorp heette oorspronkelijk Smithville naar de eerste inwoner Smith Demorest die in 1810 een modern houten huis bouwde op de vijfde Concessie. Het huis staat nog steeds op de hoek van Main Street en de Vijfde Concessie.